# Свечников, Владимир (легкоатлет)
Владимир Свечников — советский легкоатлет, специалист по спортивной ходьбе. Выступал за сборную СССР по лёгкой атлетике в 1970-х годах, бронзовый призёр Кубка мира, обладатель Кубка Лугано, призёр первенств всесоюзного значения.

## Биография
Занимался лёгкой атлетикой в Москве ЦСКА.
Впервые заявил о себе на международном уровне в сезоне 1973 года, когда вошёл в состав советской сборной и выступил на Кубке мира по спортивной ходьбе в Лугано — в дисциплине 50 км с результатом 4:11:22 закрыл десятку сильнейших, при этом советские ходоки стали серебряными призёрами в общем командном зачёте (Кубок Лугано).
В 1975 году на дистанции 50 км выиграл бронзовую медаль на чемпионате страны в рамках VI летней Спартакиады народов СССР в Москве (4:03.37,4) — уступил здесь только Вениамину Солдатенко и Евгению Люнгину. Представлял страну на Кубке мира в Ле-Гран-Кевийи, на сей раз в личном зачёте 50 км стал бронзовым призёром позади соотечественника Евгения Люнгина и немца Герхарда Вайднера — тем самым помог советской мужской команде выиграть Кубок Лугано.